# Transformatorenstation Prester

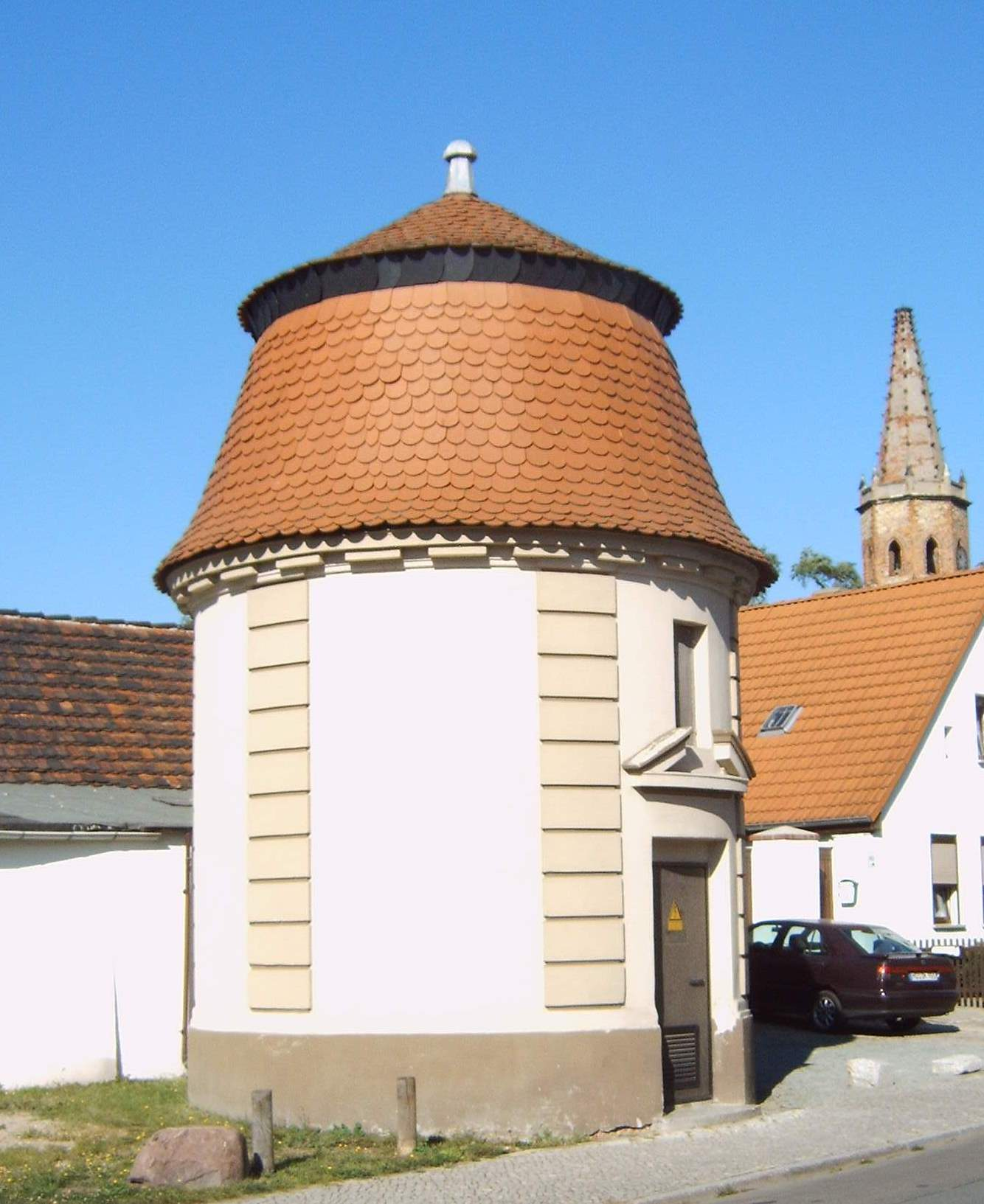
Transformatorenstation Prester

Die Transformatorenstation Prester ist eine unter Denkmalschutz stehende Transformatorenstation im Magdeburger Stadtteil Prester.
Das auch heute noch als Trafostation genutzte Gebäude entstand um 1920 in der heutigen Straße Alt Prester. Über das Gebäude wurde die Stromversorgung im Umkreis von 800 Metern gesichert. Die Trafostation wurde auf einem kreisrunden Grundriss als verputztes Gebäude mit einer Höhe von etwa 6 Metern errichtet. Die Fassade des im Heimatstil errichteten Bauwerks ist in einer barockisierenden Lisenengliederung gestaltet. Über der Eingangstür befindet sich ein gesprengter Dreiecksgiebel. Das Dach ist als Mansarddach ausgeführt.
Eine weitgehend baugleiche Transformatorenstation befindet sich etwas weiter nördlich im Stadtteil Cracau am Beginn der Pechauer Straße.